# San Benito County

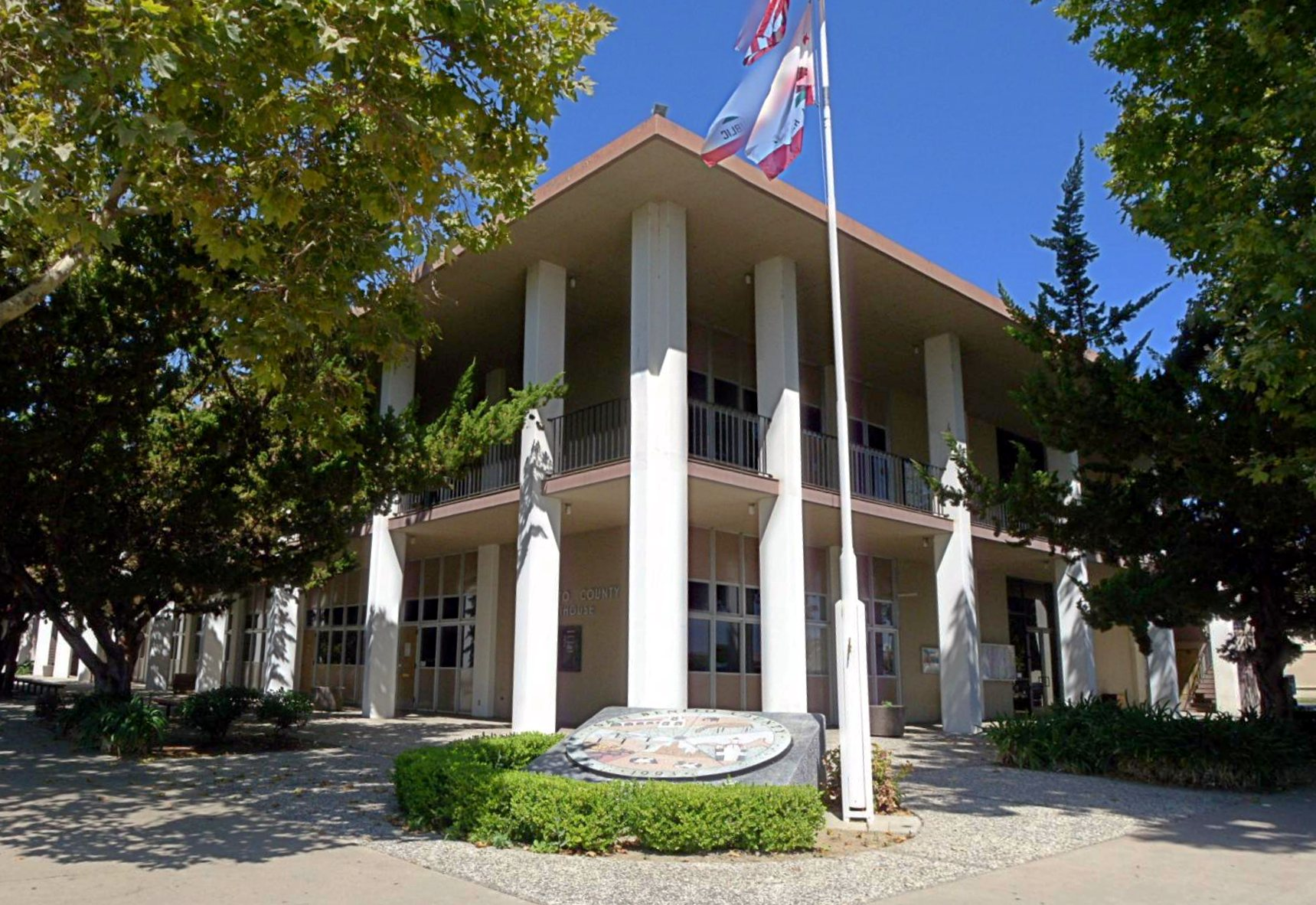
San Benito County Courthouse

San Benito County is een county in de Amerikaanse staat Californië. Hij werd gevormd in 1874 en bestond uit delen van Monterey County.

## Geografie
De totale oppervlakte van de county bedraagt 3602 km² (1391 mijl²) waarvan 3.598 km² (1.389 mijl²) land is en 4 km² (2 mijl²) of 0,12% water is.

### Aangrenzende county's
- Santa Clara County - noorden/noordwest
- Merced County - noordoost
- Fresno County - oosten/zuidoost
- Monterey County - zuidwest/westen
- Santa Cruz County - noordwest

### Steden en dorpen
- Hollister
- Ridgemark
- San Juan Bautista
- Tres Pinos
- Aromas
- Paicines
- New Idria (niet bewoond)